# Deutsches Bauernblatt
Das Deutsche Bauernblatt war eine deutschsprachige Zeitung, die von 1913 bis 1919 in Budapest in Österreich-Ungarn und später in der Ersten Ungarischen Republik erschien. Das Blatt wurde vom ungarndeutschen Bauernbund gegründet und diente diesem als Mitteilungsblatt. Dessen Leitsätzen folgend, setzte es sich für die Vertretung bäuerlicher Interessen ein, enthielt aber auch kurze landwirtschaftliche Meldungen und Berichte. Als Beilage erschien der in Temeschwar im Banat gedruckte Volkskalender Das Heidebuch. Herausgeber war der einflussreiche siebenbürgisch-sächsische Minderheitenpolitiker und Mitglied des ungarischen Reichstags Rudolf Brandsch, erster Redakteur Heinrich Hentschel (bis 1916), hierauf Oskar Kraemer (bis 1917), Albert Kunte und Hermann König. Infolge der Errichtung der Ungarischen Räterepublik stellte das Deutsche Bauernblatt sein Erscheinen ein.